# 1-й Каракульний провулок (Житомир)
1-й Каракульний провулок — провулок у Богунському районі міста Житомира.    

## Розташування
Знаходиться у північно-західній частині міста, на теренах історичних місцевостей Кокоричанка, Каракулі. Бере початок від Каракульної вулиці. Завершується перехрестям з 4-м Каракульним провулком.  

## Історія
Провулок почав формуватися у 1950-х роках на вільній від забудови місцевості — у долині річки Кокоричанки. Територія, де сформується провулок наприкінці XVIII століття відома як заміський хутір шляхтича Білецького, у першій половині ХІХ століття — Слобода Каракуліна, згодом Слобода Каракулі. Забудова хутора здійснювалася переважно старообрядцями протягом ХІХ століття південніше майбутнього провулка — вздовж Каракульної вулиці.      
У 1958 році провулок разом з 4-м Каракульним провулком, що прилучається, утворювали Каракульний провулок.    
До кінця 1960-х років провулок та його садибна забудова сформувалися.     